# Estatua de Shakira
La estatua de Shakira es un monumento que se encuentra en el Gran Malecón de Barranquilla, Colombia.

## Características
La estatua hecha en bronce y aluminio mide 6,5 metros de altura y representa a Shakira, de pie bailando la danza del vientre, ataviada con una falda que se transforma en las olas del río Magdalena y el mar Caribe. 

## Contexto
La estatua fue elaborada por el escultor Yino Márquez y fue inaugurada el 26 de diciembre de 2023 en el Gran Malecón por el entonces alcalde Jaime Pumarejo en presencia de los padres de la cantante.
Es la segunda escultura monumental de la artista colombiana ubicada en Barranquilla. Desde 2006 una escultura abstracta de la cantante se encuentra en el parque Metropolitano.